# Sudraž
Sudraž (mađarski: Szudarázs) naselje je u Hrvatskoj u općini Petlovac u Osječko-baranjskoj županiji. Prema popisu stanovništva iz 2011. naselje nije imalo stanovnika niti domaćinstva.  Sudaraž pripada Župi Našašća Svetoga Križa iz Petlovca, Baranjski dekanat Đakovačke i Srijemske biskupije.

## Položaj
Naselje se nalazi 6 kilometara jugoistočno od općine Petlovac i 4 kilometara jugozapadno od Belog Manastira u Osječko-baranjskoj županiji. Naselje se nalazi na 92 metara nadmorske visine. Nalazi se u mikroregiji Baranjske nizine Istočno-hrvatske ravnice.

## Stanovništvo
Naselje je najviše stanovnika imalo prema popisu stanovništva iz 1953. godine. Prema popisu iz 2011. godine naselje nije imalo stanovnika.
| broj stanovnika |       |       |       |       | 108   | 141   |       |       | 270   | 285   | 240   | 261   | 2     |       |       |       |
|                 | 1857. | 1869. | 1880. | 1890. | 1900. | 1910. | 1921. | 1931. | 1948. | 1953. | 1961. | 1971. | 1981. | 1991. | 2001. | 2011. |

## Vanjske poveznice
- Općina Petlovac